# Административное деление Донецкой области на 1 января 1937 года

## Донецкая область. 1 января 1937 года
Делилась на районы и города, подчинённые области
- Старобельский округ (центр — г. Старобельск)
- общее число районов — 43
- общее число городов, подчинённых области — 13
- вновь образованы:

1. Боково-Антрацитовский район (25 июня 1936 года) из части Краснолучского горсовета
2. Дзержинский район (25 июня 1936 года) из части Горловского горсовета
3. Кагановический район (25 июня 1936 года) из части Кадиевского горсовета
4. Снежнянский район (25 июня 1936 года) из части Чистяковского горсовета
5. Харцызский район (25 июня 1936 года) из части Макеевского горсовета

- центр области — г. Сталино
- список районов:

1. Александровский (с. Александровка)
2. Амвросиевский (с. Донецко-Амвросиевка)
3. Беловодский (Старобельского округа, с. Беловодск)
4. Белокуракинский (Старобельского округа, с. Белокуракино)
5. Белолуцкий (Старобельского округа, с. Белолуцк)
6. Боково-Антрацитовский (пгт. Боково-Антрацит)
7. Больше-Янисольский (с. Большой Янисоль)
8. Будённовский (с. Будённовка)
9. Верхне-Тепловский (с. Верхняя Тепловка)
10. Волновахский (пос. Волноваха)
11. Володарский (с. Володарское)
12. Дзержинский (пгт. имени т. Дзержинского)
13. Добропольский (с. Доброполье)
14. Евсугский (Старобельского округа, с. Евсуг)
15. Кагановический (пгт имени Кагановича)
16. Косиоровский (Старобельского округа, с. Косиорово)
17. Лиманский (пгт. Красный Лиман)
18. Лисичанский (пос. Лисичанск)
19. Лозно-Александровский район (Старобельского округа, с. Лозно-Александровка)
20. Марковский район (Старобельского округа, с. Марковка)
21. Марьинский (пгт. Марьинка)
22. Меловский (Старобельского округа, с. Меловое)
23. Мостковский (Старобельского округа, с. Мостки)
24. Нижне-Дуванский район (Старобельского округа, с. Нижняя Дуванка)
25. Ново-Айдарский (с. Новый Айдар)
26. Ново-Астраханский район (Старобельского округа, с. Новая Астрахань)
27. Ново-Псковский (с. Новопсков)
28. Ольгинский район (с. Ольгинка)
29. Покровский район (Старобельского округа, с. Покровка)
30. Постышевский (пгт. Постышево)
31. Ровенковский (пгт. Ровеньки)
32. Рубежанский (пос. Рубежное)
33. Сватовский район (Старобельского округа, пгт. Сватово)
34. Славянский (г. Славянск)
35. Снежнянский район (пгт. Снежное)
36. Сорокинский (пос. Сорокино)
37. Старобельский район (Старобельского округа, г. Старобельск)
38. Старо-Бешевский (с. Старо-Бешево)
39. Старо-Каранский (с. Старая Карань)
40. Старо-Керменчикский (с. Старый Керменчик)
41. Тельмановский район (с. Тельманово)
42. Троицкий район (Старобельского округа, с. Троицкое)
43. Харцызский район (пгт. Харцызск)

- список горсоветов:

1. Артёмовский горсовет
2. Ворошиловградский
3. Ворошиловский
4. Горловский
5. Кадиевский
6. Константиновский
7. Краматорский
8. Краснолучский
9. Макеевский
10. Мариупольский
11. Орджоникидзевский (до 27 мая 1936 года — Енакиевский)
12. Сталинский
13. Чистяковский